# Oxitropium bromide
Oxitropium bromide (tên thương mại Oxivent, Tersigan) là thuốc kháng cholinergic dùng làm thuốc giãn phế quản để điều trị hen suyễn và bệnh phổi tắc nghẽn mạn tính.
Nó được cấp bằng sáng chế vào năm 1966 và được chấp thuận cho sử dụng y tế vào năm 1983.